# Vlag van Ariège

Vlag van Ariège

De vlag van Ariège is de niet-officiële vlag van het Franse departement Ariège. Net als de meeste andere departementen van Frankrijk heeft Ariège geen officiële vlag, maar wordt de hier rechts afgebeelde vlag op niet-officiële wijze gebruikt. De vlag is afgeleid van het wapen van dit departement.
De vlag bestaat uit drie rode verticale banen op een geel veld, met een blauw hartschild met daarop een witte klok.
De verticale banen zijn afgeleid van de vlag van het graafschap Foix, waartoe het gebied historisch behoorde, het hartschild toont het wapen van Couserans. De vlag is geïnspireerd op het ontwerp van het wapen dat in 1950 is voorgesteld door Robert Louis.
Naast deze vlag is er een logovlag in gebruik.

Vlag van het graafschap Foix
Wapen van Couserans
Logovlag